# Saveuse
Saveuse ist eine französische Gemeinde mit 1086 Einwohnern (Stand 1. Januar 2022) im Département Somme in der Region Hauts-de-France. Sie gehört zum Arrondissement Amiens und zum Kanton Ailly-sur-Somme. Die Bewohner werden Saveusiens und Saveusiennes genannt.
Die Gemeinde erhielt 2023 die Auszeichnung „Eine Blume“, die vom Conseil national des villes et villages fleuris (CNVVF) im Rahmen des jährlichen Wettbewerbs der blumengeschmückten Städte und Dörfer verliehen wird.

## Geografie
Saveuse liegt in der Picardie, etwa fünf Kilometer westlich von Amiens.
Umgeben wird Saveuse von den fünf Nachbargemeinden:
| Ailly-sur-Somme | Dreuil-lès-Amiens                           | Amiens       |
|                 | Kompassrose, die auf Nachbargemeinden zeigt |              |
| Ferrières       |                                             | Pont-de-Metz |

## Bevölkerungsentwicklung
| Jahr      | 1962 | 1968 | 1975 | 1982 | 1990 | 1999 | 2006 | 2013 | 2020 |
| Einwohner | 340  | 355  | 604  | 858  | 864  | 776  | 726  | 875  | 1067 |

## Sehenswürdigkeiten

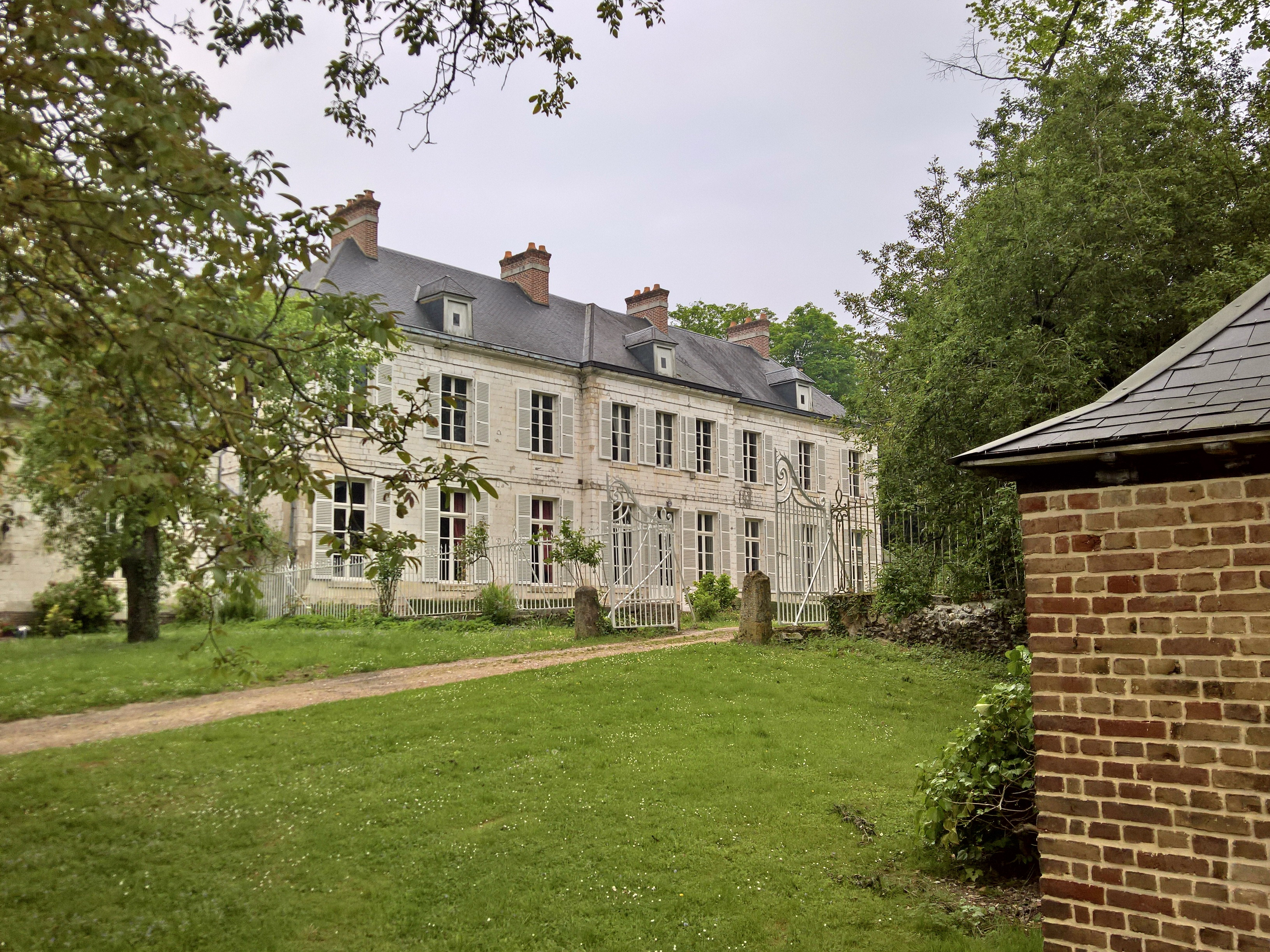
Schloss Saveuse

- Die Pfarrkirche Nativité-de-la-Vierge hat ihre Ursprünge aus dem 14. Jahrhundert
- Das Schloss mit Park datiert aus dem 18. Jahrhundert